# Krystian Zimerman
Krystian Zimerman (Zabrze, 5 dicembre 1956) è un pianista e direttore d'orchestra polacco.

## Biografia
Nato in una famiglia di radicate tradizioni musicali, ha iniziato giovanissimo lo studio del pianoforte sotto la guida del padre; ha debuttato come bambino prodigio in una trasmissione della televisione polacca a sei anni e a sette ha cominciato a studiare con Andrzej Jasiński, professore al conservatorio di Katowice, diplomandosi in questa scuola quattordici anni dopo. Ha partecipato a svariati concorsi pianistici internazionali sin da giovanissimo, proponendo un repertorio basato su compositori polacchi e russi. È del 1975, a soli diciotto anni, la vittoria al celebre Concorso Chopin di Varsavia, che gli conferì immediata fama mondiale e sancì l'inizio di una brillante carriera.
Nel 1976 ha debuttato coi Berliner Philharmoniker diretti da Herbert von Karajan, direttore con cui collaborò in molte occasioni. Nel 1979 ha debuttato negli Stati Uniti con la New York Philharmonic.

### Carriera concertistica
Ha collaborato con direttori di straordinario rilievo: oltre a Karajan, ha suonato sotto la direzione di Leonard Bernstein, Claudio Abbado,  Carlo Maria Giulini, Lorin Maazel,  Seiji Ozawa,  Riccardo Muti,  Kirill Kondrašin, André Previn, Pierre Boulez, Bernard Haitink, Simon Rattle, Zubin Mehta. Con Bernstein, Boulez, Karajan, Kondrashin e Ozawa collaborò a lungo, stringendo rapporti d'amicizia personale. Con Bernstein ha suonato per tredici anni ed è stato per alcuni anni l'unico pianista con cui il direttore americano collaborava. Insieme hanno eseguito e inciso i concerti per pianoforte e orchestra di Brahms e di Beethoven; di Bernstein ha inoltre inciso la Sinfonia n. 2 The Age of Anxiety, diretta da Sir Simon Rattle, dopo averla eseguita numerose volte anche con la conduzione dell'autore stesso. Con Ozawa ha suonato i concerti per pianoforte e orchestra n.1 e n.2 di Rachmaninov e i due concerti di Liszt. Con Carlo Maria Giulini ha inciso i due concerti di Chopin, in seguito incisi di nuovo, questa volta dirigendo egli stesso. Con Karajan ha inciso il concerto per pianoforte e orchestra di Grieg e quello in la minore di Schumann. Con Boulez ha inciso i concerti per pianoforte e orchestra di Ravel e il Concerto n. 1 di Béla Bartók.
Conosciuto ed applaudito in tutto il mondo, mediamente non dà più di una cinquantina di concerti all'anno, come limitazione che si è scelto lui stesso per lasciare spazio alla sua vita privata. Nella scelta dei programmi, predilige l'eseguire opere dei compositori originari delle nazioni in cui suona. Grazie alla sua profonda conoscenza dei particolari costruttivi del pianoforte, sviluppata con la lunga collaborazione con la Steinway e all'invenzione di particolari accorgimenti pratici, porta con sé in tournée il suo strumento personale, riducendo al minimo i problemi d'ordine pratico e potendosi quindi concentrare sui problemi musicali, forte dell'utilizzo di uno strumento molto ben conosciuto.
Nel 2008, tra marzo e aprile, è stato protagonista di una brillante serie di recital in Italia. Ha suonato a Palermo, Messina, Catania, Bari, Taranto, Napoli, L'Aquila, Perugia, Teramo, Roma e Livorno, ottenendo ovunque i più grandi riconoscimenti e il più grande apprezzamento del pubblico per le sue esecuzioni della Partita n.2 in Do minore di Johann Sebastian Bach, della Sonata in Do minore op.111 di Ludwig van Beethoven, della Sonata in Do maggiore K330 di Wolfgang Amadeus Mozart e della Sonata in Si minore n.3 di Fryderyk Chopin. In occasione di tale tournée Zimerman ha affermato di avere un programma di circa sei ore di musica da portare in concerto: ad ogni tappa sceglie personalmente il programma da eseguire tra le composizioni presenti in tali sei ore di musica, prestando la massima attenzione all'acustica della sala da concerto e, eventualmente, alla stagione musicale della società dei concerti che lo ospita e a precedenti sue apparizioni nello stesso luogo.

### La dedica del concerto per pianoforte e orchestra di Lutosławski
Il compositore Witold Lutosławski, suo connazionale, nel 1988 gli ha dedicato un concerto per pianoforte ed orchestra, inciso l'anno dopo 1989 dallo stesso Zimerman per la Deutsche Grammophon, assieme alla BBC Symphony Orchestra diretta dal compositore stesso.

## Repertorio e tratti dello stile
Artista dalla tecnica perfetta, dal suono cesellato e raffinatissimo e dal gesto sobrio ed elegante, è ritenuto uno dei massimi pianisti in attività.
Pur disponendo di un repertorio ampio che spazia da Bach alla musica contemporanea, ha incentrato la sua carriera sulle interpretazioni di Beethoven e soprattutto di Chopin, di cui è considerato uno dei più autorevoli interpreti viventi.
Attentissimo studioso della partitura, elabora e metabolizza lungamente le opere che prepara, attendendo anche parecchi anni prima di sentirsi realmente "pronto" ad offrirne la sua lettura. Hanno subìto una simile gestazione per esempio i concerti di Brahms e la sonata in si minore di Liszt (quest'ultima, mirabile equilibrio di perfezione tecnica e lucidità interpretativa, che si pone tra le migliori di sempre).
Nella sua formazione culturale, grande peso ha avuto il suo incontro e la successiva amicizia con Arthur Rubinstein e, in seguito, con altri giganti del pianismo del XX secolo come Claudio Arrau, Arturo Benedetti Michelangeli e Svjatoslav Richter.
Malgrado i suoi succitati trionfi all'inizio della carriera, è ostile alla competizione fine a se stessa in ambito musicale e rifiuta categoricamente l'invito a far parte di giurie di concorsi pianistici, che ritiene essere un sistema imperfetto e sbagliato di selezione dei musicisti. Nel 1998 ha fondato la Polish Festival Orchestra, costituita da giovani e promettenti musicisti, con la quale nel 1999 ha inciso i due concerti di Chopin in veste di direttore e solista.

## Incisioni e riconoscimenti
Da più di 25 anni Zimerman ha un contratto in esclusiva per la Deutsche Grammophon, per la quale ha inciso 22 dischi, sia da solo (Chopin, Liszt, Schubert, Debussy, Prokof'ev) che con orchestra (i sopra citati concerti di Grieg, Schumann, Beethoven, Brahms, Ravel, Liszt, Chopin, Lutosławski, Rachmaninov, etc.). Molte sue incisioni hanno ricevuto importanti riconoscimenti (Gramophone Award, il Grand Prix du Disque, l'Edison, il Diapason d'Or e la nomination al Grammy).

## Altre attività
Dal 1996 ha una cattedra presso l'Accademia di Musica di Basilea, in Svizzera, dove risiede con la moglie e i due figli.
È anche un abile organista e, in ambito extra-musicale, coltiva svariate passioni, tra cui l'elettronica e la psicologia.

## Discografia
- Bacewicz, Quint. pf. n.1 e 2/Son. pf. n. 2 - Zimerman/Danczowska/Szymczewsk, 2009 Deutsche Grammophon
- Beethoven, Conc. pf. n. 1, 2 - Zimerman/WPO, 1991 Deutsche Grammophon
- Beethoven, Conc. pf. n. 1-5 - Zimerman/Bernstein/WPO, 1989/1991 Deutsche Grammophon
- Beethoven, Conc. pf. n. 3, 4 - Zimerman/Bernstein/WPO, Deutsche Grammophon
- Beethoven, Conc. pf. n. 5 - Zimerman/Bernstein/WPO, Deutsche Grammophon
- Brahms, Conc. pf. n. 1 - Zimerman/Rattle/BPO, 2004 Deutsche Grammophon
- Brahms, Conc. pf. n. 2 - Zimerman/Bernstein/WPO, 1984 Deutsche Grammophon
- Chopin, Conc. pf. n. 1-2 - Zimerman/Polish Festival Orch., 1999 Deutsche Grammophon
- Debussy, Prel. I-II - Zimerman, 1991 Deutsche Grammophon
- Franck Szymanowsky, Son. vl. e pf./Mythes - Danczowska/Zimerman, 1980 Deutsche Grammophon
- Liszt, Conc. pf. n. 1-2/Totentanz - Zimerman/Ozawa/BSO, 1987 Deutsche Grammophon
- Liszt, Conc. pf. n. 1-2/Totentanz/Op. per pf. solo - Zimerman/Ozawa/BSO, 1987/1991  Deutsche Grammophon
- Liszt, Son. pf./Nuages/Funérailles - Zimerman, 1991 Deutsche Grammophon
- Rachmaninov, Conc. pf. n. 1, 2 - Zimerman/Ozawa/BSO, 1997/2000 Deutsche Grammophon
- Ravel, Conc. pf. n. 1-2/Valses nobles - Zimerman/Boulez/Cleveland, 1994 Deutsche Grammophon
- Schubert, Improvvisi op. 90, 142 - Zimerman, 1990 Deutsche Grammophon
- Schumann Grieg, Conc. pf. - Zimerman/Karajan/BP, Deutsche Grammophon
- Strauss,R. Respighi, Son. vl. e pf. - Chung/Zimerman, Deutsche Grammophon

## DVD & BLU-RAY
- Beethoven, Conc. pf. n. 1-5 - Zimerman/Bernstein/WPO, 1989/1991 Deutsche Grammophon
- Brahms, Conc. pf. n. 1-2 - Zimerman/Bernstein/WPO, 1983/1984 Deutsche Grammophon
- Chopin Schubert, Ballate n. 1-4/Improv. op.90 - Zimerman, 1987 Deutsche Grammophon